# Droga krajowa nr 13 (Węgry)

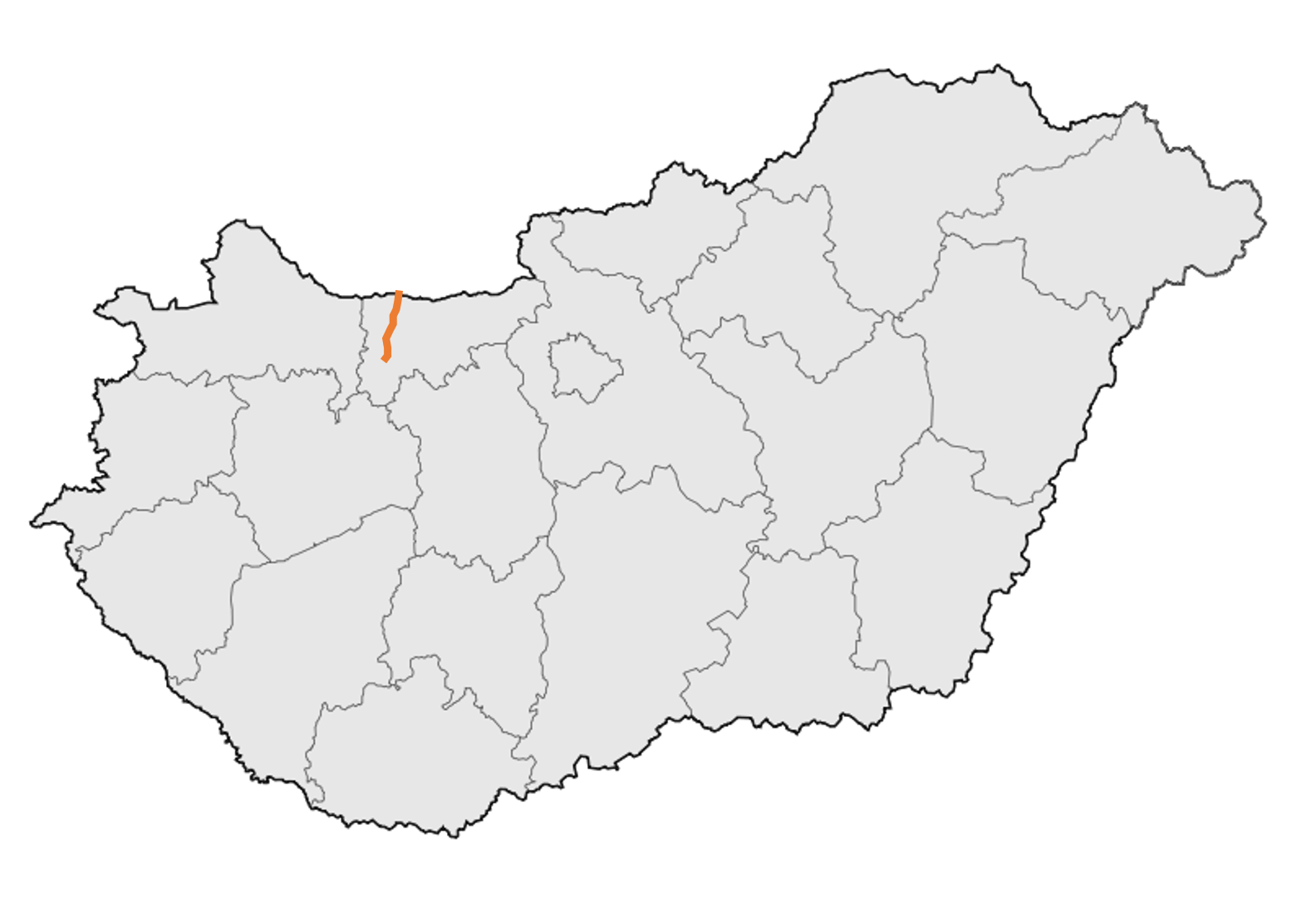
Lokalizacja drogi krajowej nr 13, na mapie Węgrzech.

Droga krajowa nr 13 (węg. 13-as főút) – droga krajowa w północno-zachodnich Węgrzech, w komitacie Komárom-Esztergom. Długość - 27 km. Przebieg: 
- Komárom – skrzyżowanie z 1
- Csém – skrzyżowanie z M1 (węzeł Komárom-Kisbér)
- Kisbér – skrzyżowanie z 81